# Economía de Irlanda del Norte
La economía de Irlanda del Norte es la más pequeña de los cuatro países del Reino Unido. Anteriormente, Irlanda del Norte tenía una economía tradicionalmente industrial, especialmente en la construcción naval, la fabricación de cuerdas y los textiles, pero la mayor parte de la industria pesada ha sido reemplazada por los servicios.
Hasta el día de hoy, Irlanda del Norte todavía sufre los resultados de los problemas, que ocurrieron entre finales de la década de 1960 hasta mediados de la década de 1990.

## Visión general

### Crecimiento económico
Irlanda del Norte tiene la economía más pequeña de cualquiera de las doce regiones del Reino Unido, con £ 27,4 mil millones (€ 37,8 mil millones), o aproximadamente dos tercios del tamaño del próximo más pequeño, el noreste de Inglaterra. Sin embargo, esto se debe en parte a que Irlanda del Norte tiene la población más pequeña; a £ 15 200 (€ 21 000) Irlanda del Norte tiene un mayor PIB per cápita que el noreste de Inglaterra y Gales.

Perfil económico de 2013 para Irlanda del Norte

Las zonas rurales, incluido el noroeste, están particularmente desfavorecidas. Sufre de las tasas de desempleo y pobreza más altas de Irlanda del Norte. La infraestructura es deficiente y ha obstaculizado el desarrollo económico. La Universidad de Úlster en Derry ha visto muchos cursos trasladados a su campus de Jordanstown al norte de Belfast.
A lo largo de la década de 1990, la economía de Irlanda del Norte creció más rápido que la economía del resto del Reino Unido, debido en parte al rápido crecimiento del tigre celta de la economía de la República de Irlanda y al llamado "dividendo de la paz". El crecimiento se desaceleró al ritmo del resto del Reino Unido durante el descenso de los primeros años del nuevo milenio, pero desde entonces el crecimiento se ha recuperado; En 2005, se estima que la economía de Irlanda del Norte ha crecido un 3,2%, casi el doble de rápido que el Reino Unido en su conjunto, y se espera que el crecimiento futuro sea más fuerte que el del resto del Reino Unido. En abril de 2007 en Halifax, la encuesta encontró que el precio promedio de la vivienda en Irlanda del Norte es uno de los más altos del Reino Unido, detrás de Londres, el sudeste y el sudoeste. También descubrió que Irlanda del Norte tiene todos los "puntos calientes" de las diez propiedades principales, con las áreas de Craigavon y Newtownards aumentando en un 55%. Sin embargo, a partir de 2018, los precios de la vivienda en Irlanda del Norte son los más bajos en promedio en el Reino Unido, aproximadamente un 40% más bajos que antes de la explosión de la burbuja en 2008

### Empleo
El desempleo en Irlanda del Norte ha disminuido sustancialmente en los últimos años, y ahora es aproximadamente del 6,1%, por debajo del pico del 17,2% en 1986. El desempleo juvenil y el desempleo a largo plazo han disminuido más rápidamente. La inactividad económica en edad laboral es del 28%, que es la más alta de cualquier región del Reino Unido.
La macroeconomía de Irlanda del Norte también se caracteriza por horas de trabajo reales considerablemente más largas y una menor disparidad de ingresos de género que en el Reino Unido en su conjunto.

## Inversión
Durante los problemas , Irlanda del Norte recibió poca inversión extranjera.
Desde la firma del Acuerdo del Viernes Santo, la inversión en Irlanda del Norte ha aumentado significativamente. La mayor parte de la inversión se ha centrado en el Gran Belfast y, en menor medida, en el Gran Derry. Los principales proyectos incluyen el desarrollo minorista de Victoria Square de £400 millones en el centro de la ciudad de Belfast. La ciudad albergará el mayor desarrollo costero de Europa con el esquema Titanic Quarter, que costará más de £ 1 mil millones y demorará siete años en completarse. La Corporación Laganside ha estado a la vanguardia de la remodelación de la ribera a lo largo de las orillas del río Lagan, hasta la fecha, la corporación ha supervisado la inversión de más de £ 800 millones en el área ribereña. El Barrio de la Catedral también ha visto una inversión sustancial. En Derry, la ILEX Urban Regeneration Company ya no existe. El área es la duodécima en términos de financiamiento a pesar de ser la segunda ciudad. The Culture Company ya no existe.
Además, el Departamento de Empresa, Comercio e Inversión ha encargado a MATRIX, el Panel de la Industria Científica de Irlanda del Norte, que asesore al gobierno sobre la explotación comercial de I + D y ciencia y tecnología en Irlanda del Norte.
El Panel Matrix tiene como objetivo aumentar la riqueza de las NI alentando la explotación de su base científica y de I + D. El trabajo ha demostrado que todavía existe la necesidad de una mayor explotación de la ciencia y la tecnología y un cambio radical en la innovación en la economía y los lugares de trabajo.
Las recomendaciones del Panel son el resultado de un esfuerzo de colaboración de líderes de la industria tecnológica y expertos en Irlanda del Norte.

## Agricultura
La agricultura en Irlanda del Norte está muy mecanizada, gracias a los altos costos laborales y fuertes inversiones de capital, tanto de inversores privados y la política agrícola común de la Unión Europea. En 2000, la agricultura representaba el 2,4% de la producción económica en Irlanda del Norte, en comparación con el 1% en el Reino Unido en su conjunto. Como en el resto del Reino Unido, el ganado y los productos lácteos representan la mayoría de la producción agrícola. Los principales cultivos son (en orden descendente de valor) papas, cebada y trigo.

## Fabricación

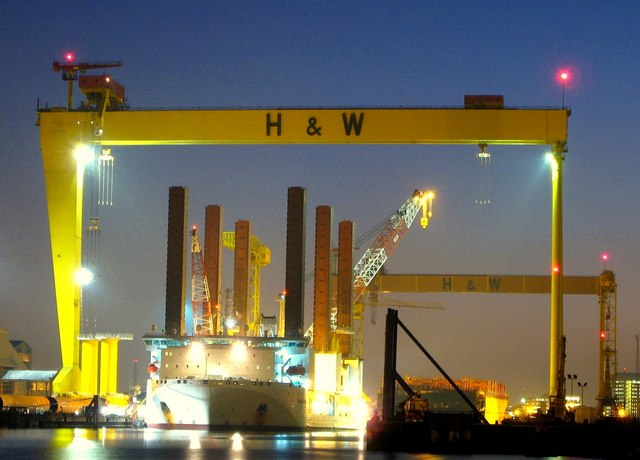
Grúas Harland and Wolff en Belfast

La industria pesada se concentra en Belfast y sus alrededores, aunque otros pueblos y ciudades importantes también tienen áreas de fabricación pesadas. Maquinaria y equipos de fabricación, procesamiento de alimentos, textiles y la electrónica de fabricación son las principales industrias. Otras industrias como la fabricación de papel , la fabricación de muebles, la industria aeroespacial y la construcción naval también son importantes, concentradas principalmente en las partes orientales de Irlanda del Norte. De estas diferentes industrias, una de las más notables es la de la fina ropa de cama de Irlanda del Norte, que se considera una de las más conocidas de Europa.
Aunque su participación en la producción económica ha disminuido, la producción manufacturera en Irlanda del Norte se ha mantenido casi sin cambios en los últimos cinco años, después de un período de fuerte crecimiento de la fabricación entre 1998 y 2001. Sin embargo, esta imagen general de la salud esconde un cambio dramático en las prioridades de fabricación, con el declive de las industrias tradicionales, como los textiles y la construcción naval, a expensas de las industrias de alta tecnología e intensivas en capital. En 2005, los productos químicos y la ingeniería (que pertenecen firmemente al último grupo) fueron los únicos dos subsectores manufactureros que registraron un crecimiento, mientras que la producción de textiles cayó un 18%.
La ingeniería es el subsector manufacturero más grande de Irlanda del Norte, particularmente en los campos de la maquinaria aeroespacial y pesada. Bombardier Aerospace es el empleador industrial más grande de la provincia, con 5.400 trabajadores en cinco sitios en el área metropolitana de Belfast. Otros empleadores importantes de ingeniería en Irlanda del Norte incluyen Bombardier Aerospace, Caterpillar, DuPont, Emerson Electric, Fujitsu, Allstate NI, Seagate y NACCO. Muchos de estos fabricantes reciben el respaldo financiero del gobierno británico y disfrutan de estrechos vínculos académicos y comerciales con la Universidad de la Reina de Belfast y la Universidad de Úlster, de las cuales la Universidad de la Reina de Belfast se ubica como una de las mejores universidades británicas para todos los cursos de ingeniería.
El famoso astillero de Belfast, Harland and Wolff, que a principios del siglo XX era el mayor constructor naval del mundo , sufrió una intensa competencia internacional durante los años setenta y ochenta y disminuyó rápidamente. Durante la década de 1990, la compañía se diversificó en ingeniería civil y fabricación industrial, fabricación de puentes y plataformas petroleras . La compañía hizo una oferta infructuosa para construir el Queen Mary 2, que se esperaba que volviera a estimular el negocio de construcción naval del astillero. Las vastas obras en Queen's Island se redujeron, con gran parte de la tierra (incluida la grada donde RMS Titanic fue construido) vendido para su reurbanización en la década de 2000 como el "Titanic Quarter", un nuevo distrito residencial, comercial y de alta tecnología industrial. El patio moderno y más pequeño emplea solo a 800 personas. H&W no ha construido un barco desde 2003, pero ha visto aumentar la carga de trabajo al participar en trabajos de desguace, reparación y mantenimiento de barcos y conversión. La compañía también ha estado activo en el diseño y construcción de la generación de energía en alta mar equipo-ambas turbinas de viento y de las olas de acción turbinas .

## Servicios
Al igual que con todas las economías desarrolladas, los servicios representan la mayoría del empleo y la producción. Los servicios representan casi el 70% de la producción económica y el 78% de los empleados.

### Turismo
A pesar de la imagen negativa de Irlanda del Norte en muchos países extranjeros, a causa de los problemas, el turismo es una parte importante de la economía de Irlanda del Norte. En 2004, los ingresos por turismo aumentaron un 7% a £ 325 millones, o más del 1% de la economía local, debido a un aumento del 4% en el total de visitas a 2,1 millones en el año. Se considera que el turismo se convertirá en una de las principales áreas de crecimiento de la economía en el futuro cercano, con la continuación del proceso de paz y la normalización de la imagen de Irlanda del Norte a nivel internacional. Las atracciones turísticas más populares incluyen las ciudades históricas de Derry, Belfast y Armagh, la Calzada del Gigante y los numerosos castillos de Irlanda del Norte. La campaña de turismo NI 2012 Our Time, Our Place creada por el Consejo de Turismo de Irlanda del Norte generó una ganancia de £ 31 millones en 2012 (restando noviembre y diciembre) los primeros seis meses de 2013, según un estudio realizado por un investigador independiente encargado por la organización. Los eventos de alto perfil iniciados por el programa incluyen la apertura del Titanic Belfast de £ 77 millones y la construcción de un centro de visitantes de Giant's Causeway.

## Sector público
A diciembre de 2008, el sector público en Irlanda del Norte representaba el 30,8% de la fuerza laboral total. Esto es significativamente más alto que la cifra general del Reino Unido de 19.5%, y también más alto que Escocia, la siguiente región más cercana con 24%. En general, la cifra de Irlanda del Norte ha caído. En 1992, el sector público representaba el 37% de la fuerza laboral. Cuando se mide en relación con la población, la brecha entre las cifras de Irlanda del Norte y el Reino Unido se reduce a tres puntos porcentuales.
En total, en 2006, la subvención del gobierno británico totalizó £ 5000 millones, o el 20% de la producción económica de Irlanda del Norte. Esto había aumentado a £ 11.547 millones en 2009-10 durante la "Gran Recesión", y luego volvió a caer a £ 9.160 millones en 2013-14. Un artículo de 2017 de un profesor de investigación en el Instituto de Investigación Económica y Social cuantificó las transferencias en 10.800 millones de euros anuales. A finales de 2018, The Irish Times estimó que la subvención había aumentado a £ 10.8 mil millones, aproximadamente una cuarta parte del PIB de Irlanda del Norte.

## Moneda
La moneda oficial en uso en Irlanda del Norte es la libra esterlina. Aunque el euro, esta en uso en Irlanda , es aceptado por las cadenas minoristas más cercanas a la frontera con Irlanda.
Además, cuatro bancos de Irlanda del Norte se reservan el derecho de imprimir sus propios billetes denominados en libras esterlinas: Bank of Ireland, First Trust Bank, Northern Bank y Ulster Bank. El banco central del Reino Unido en su conjunto es el Banco de Inglaterra.

## Energía
El consumo total de energía primaria de Irlanda del Norte es de aproximadamente 4,90 millones de toneladas equivalentes de petróleo. La gran mayoría de esta energía proviene de combustibles fósiles.
La política energética de la provincia es mantenida por el Departamento de Empresa, Comercio e Inversión.

### Electricidad
La red eléctrica de Irlanda del Norte es operada por el Operador del Sistema para Irlanda del Norte (SONI) y la distribución es administrada por Northern Ireland Electricity (NIE), propietaria y administra la infraestructura que conecta a más de 850,000 clientes. El consumo de electricidad en Irlanda del Norte fue de 7.867 GW · h en 2002/3. A 4.6 MW · h por persona, esto es 18% menos que el resto del Reino Unido (5.6 MW · h por persona). La central eléctrica principal se encuentra en Ballylumford y es operada por Premier Power. También hay una estación de energía Coolkeeragh en Greater Derry. La red eléctrica en toda Irlanda funciona como un sistema único, con centros de control separados en Dublín y Belfast.
La red eléctrica de Irlanda del Norte está conectada a la de la República de Irlanda por tres interconectores transfronterizos. El interconector principal, entre Tandragee y Louth, tiene una capacidad de 1.200 MW. Dos interconectores de respaldo tienen una capacidad combinada de 240 MW. Esta red combinada de toda la isla está conectada a la Red Nacional en la isla de Gran Bretaña por el interconector Moyle de 500 MW, debajo del Canal Norte.

### Gas
Los inversores anunciaron recientemente planes para comenzar a fraccionar el gas en Irlanda del Norte. El gas para el área del Gran Belfast se suministra a través de la tubería de Escocia-Irlanda del Norte (SNIP), una tubería de interconexión de 24 pulgadas de diámetro (610 mm). SSE Airtricity y Firmus Energy suministran gas al área del Gran Belfast a través de la red de Phoenix Natural Gas.
En las otras áreas de Irlanda del Norte, específicamente hacia Derry City, el gas proviene de dos tuberías interconectadas, una de ellas suministrada por el proveedor de gas de la República, Bord Gáis. El oleoducto noroeste de Carrickfergus en el condado de Antrim a Derry se abrió en noviembre de 2004, y el oleoducto sur-norte de Gormanston (en la República) a Antrim se abrió en octubre de 2006. El oleoducto sur-norte completo a Dublín se abrió en noviembre de 2007 , pasando Armagh, Banbridge, Craigavon y Newry. Desde diciembre de 2005, Bord Gáis ha suministrado gas a clientes residenciales en esta área bajo el nombre de Firmus Energy.

## Transporte

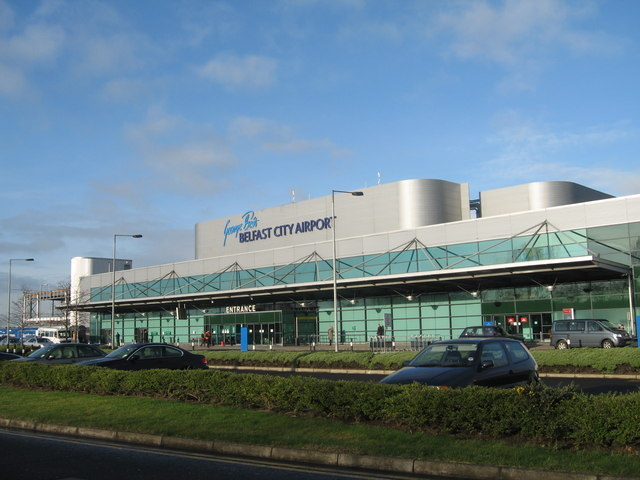
Aeropuerto de Belfast George Best

Irlanda del Norte tiene una infraestructura de transporte altamente desarrollada y actualmente en expansión , con la mayoría de la infraestructura concentrada en Greater Belfast, Greater Derry y Craigavon. Irlanda del Norte tiene un total de 24.820 km (15.420 millas) de carreteras, o 1 km por cada 68 personas (1 milla por cada 109 personas), que es considerablemente más que en el Reino Unido en su conjunto (1 km por 162 personas). Hay siete autopistas en Irlanda del Norte, que se extienden radialmente desde Belfast y conectan esa ciudad con Antrim, Dungannon, Lisburn, Newtownabbey y Portadown.

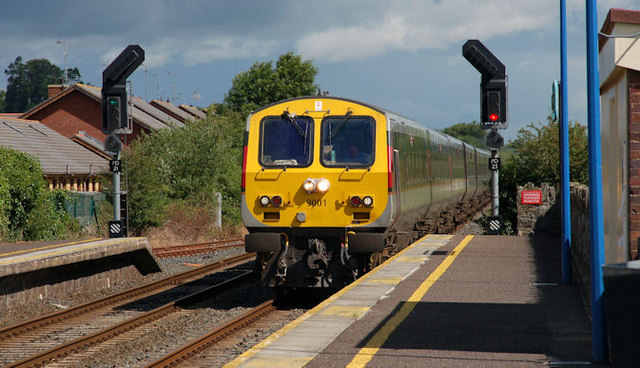
Enterprise pasando Poyntzpass

Northern Ireland Railways (NIR) opera trenes de pasajeros y actualmente no transporta carga, aunque es posible transportarla. NIR es propiedad de la gente de Irlanda del Norte y se ha embarcado en una importante inversión en la línea ferroviaria Belfast-Derry para mejorar la infraestructura entre Belfast y Derry, las ciudades más grandes de Irlanda del Norte. NIR conecta Belfast Great Victoria Street y Lanyon Place con Antrim, Ballymena, Coleraine, Portrush, Derry a lo largo del corredor norte y el tren suburbano de Belfast. La red sirve a lugares cercanos a Belfast, junto con el Enterprise (servicio de tren) que conecta Lisburn, Portadown, Newry y cruza la frontera a lo largo de la línea ferroviaria Dublín-Belfast con Dublin Connolly.
Los ferrocarriles de Irlanda del Norte podrían ampliarse reabriendo líneas ferroviarias, como Portadown a la estación de tren de Armagh en Armagh.
Irlanda del Norte alberga tres aeropuertos civiles: Belfast City, Belfast International y City of Derry. En cuanto a las conexiones de enlace ferroviario del aeropuerto, solo el aeropuerto de Belfast City es atendido en tren desde la estación de Sydenham en la línea Bangor.
Los principales puertos marítimos de Irlanda del Norte incluyen el puerto de Belfast, el puerto de Derry y el puerto de Larne. El puerto de Belfast es uno de los principales puertos del Reino Unido, manejando 17 millones de toneladas (16,7 millones de toneladas largas ) de mercancías en 2005, equivalente a dos tercios del comercio marítimo de Irlanda del Norte.
Además de estos enlaces existentes, varias organizaciones han propuesto un túnel debajo del Canal Norte, con un posible sitio que conecta la parte oriental de Irlanda del Norte con Wigtownshire. La idea ha sido objeto de consideración técnica desde el siglo XIX, pero, a partir de 2012, ningún partido político importante ha abogado por ese vínculo, debido a limitaciones financieras.

## Datos
La Agencia de Estadísticas e Investigación de Irlanda del Norte (NISRA) es la principal fuente de estadísticas oficiales sobre Irlanda del Norte. Estas estadísticas e investigaciones informan las políticas públicas y el debate asociado en la sociedad en general. NISRA es una agencia del Departamento de Finanzas y Personal.
Junto con las estadísticas nacionales oficiales, se utilizan una serie de reconocidas encuestas del sector privado para comprender el desempeño de la economía. Estos incluyen la Encuesta Económica Trimestral de las Cámaras de Comercio Británicas. Esta encuesta tiene información sobre el desempeño de las empresas de Irlanda del Norte desde 1989.

## Disparidad regional

### Reino Unido
Según las cifras de Eurostat, existen grandes disparidades regionales en el Reino Unido con un PIB per cápita que oscila entre £ 11 000 (€ 15 000) en el oeste de Gales y £ 130 450 (€ 179 800) en el interior de Londres Oeste. Hay 26 áreas en el Reino Unido donde el PIB por persona es inferior a £ 14 500 (€ 20 000).
Estas áreas son las siguientes:
4,5 millones (8.5% de inglés) viven en estos distritos de inglés privados. 11 de estas regiones privadas en Inglaterra: Durham, Northumberland, Greater Manchester North, Blackpool, Sefton, Wirral, Barnsley Doncaster Rotherham, South Nottinghamshire, Dudley, Outer London - East North East, Torbay
1,4 millones (45% de galeses) viven en estos distritos galeses privados. 6 de estas regiones privadas en Gales: Isla de Anglesey, Conwy y Denbighshire, Gales del Sudoeste, Valles Centrales, Valle de Gwent, Powys
1,1 millones (20% de escoceses) viven en estos distritos escoceses privados. 5 de estas regiones privadas en Escocia: Clackmannshire & Fife, East & Mid Lothian, East & West Dumbartonshire, East & North Ayrshire, Caithness Sutherland & Ross,
1,1 millones (60% de los irlandeses del norte) viven en estos distritos privados del norte de Irlanda. 3 de estos en Irlanda del Norte: Belfast Exterior, Norte de Irlanda del Norte, Oeste y Sur de Irlanda del Norte.